# Russell Yuen
Russell Yuen (Toronto, Ontario, 30 de octubre de 1965) es un actor canadiense de origen chino. Se caracteriza por interpretar a personajes locos y asiáticos en superproducciones como Los Cazadores de Huesos (1999), El Ojo (1999) y Pluto Nash – En la Lucha contra la mafia de la luna (2002) entre otras.

## Vida y carrera
Como la mayoría de actores, Yuen trabajó muy duro para pagarse su carrera (primera, en este caso). Como buen y dedicado atleta, el entonces joven actor trabajó como socorrista, guía de rafting, entrenador, buzo, escalador de montaña, patinador, ciclista y esgrimista. Yuen también se especializó en las artes marciales de Shaolin, llegando a ser uno de los mejores alumnos. Esta última formación le ayudó a interpretar a grandes y habilidosos personajes a lo largo de su carrera: gánsters y furiosos luchadores asiáticos. En definitiva, sus grandes habilidades le ayudaron a llevar grandes escenas de acción, drama y comedia.
Yuen ha aparecido en muchísimas producciones de gran reconocimiento, entre ellas: El Violín Rojo (1999) junto a Samuel L. Jackson, El Coleccionista de Huesos (1999) junto a Angelina Jolie y Denzel Washington, la película independiente de David Weaver Century Hotel (2001), Pluto Nash (2002) de Ron Underwood y con Eddie Murphy, Long Life, Happiness & Prosperity (2002), El Guardián (2003) dirigida por Paul Hunter, Owning Mahowny (2003) y El Precio de la Verdad (2003) de Billy Ray entre otras muchísimas más. Yuen es muy conocido por el pueblo canadiense, en concreto por Quebec, ya que protagonizó el lagometraje dirigido por Louis Saia, Quebec Ballade des Dangereux.
Aparte de cine, el actor también ha participado en créditos televisivos en inglés y francés. Uno de sus mayores papeles interpretados en televisión fue el del imponente mafioso Wong Phat en la serie francesa Jack Carter.
Principalmente Yuen iba a formarse como médico debido a sus padres, que incitaban al joven a aficionarse por la medicina, sin embargo, sus estudios se detuvieron abruptamente cuando una posibilidad electiva de drama se convirtió en la que sería su futura vocación. Después de estudiar teatro en la Concordia University, pasó rápida y directamente al cine y la televisión, donde ha desarrollado un gran éxito continuo.
En 2019 Yuen formaría parte del elenco principal del videojuego de terror The Dark Pictures: Man of Medan, en el que interpretaría (una vez más) a un malvado asiático con ansias de riqueza: Danny. Compartió set con grandes actores de su misma nacionalidad como Shawn Ashmore, Ayisha Issa, Arielle Palik, Kareem Alleyne y Chris Sandiford. Su papel consistía en ser uno de los tres pescadores que viajaban por las aguas del Pacífico junto a dos hermanos (interpretados por Kwasi Songui y Chimwemwe Miller) que al principio querían hacerse con el dinero que uno de los protagonistas poseía (Conrad, el personaje de Ashmore) pero que al final descubren que hay mucho más dinero de por medio y arriesgan sus vidas para conseguirlo.

## Filmografía

### Películas
- 1987: El Champán
- 1991: Escáner II - La nueva generación
- 1996: Conspiración para matar (Película de televisión)
- 1997: Bob Millón (Película de televisión)
- 1998: El Precio de la codicia
- 1999: El Ojo
- 1999: El coleccionista de huesos
- 2001: Vuelo 534 - Muerte a través de las nubes (Película de televisión)
- 2001: La rebelión bajo el agua - USS Lansing no responde (Película de televisión)
- 2002: Pluto Nash - En la Lucha contra la mafia de la luna
- 2004: Vuelo 323 - Bloqueo de Wyoming (Película de televisión)
- 2004: The Day After Tomorrow
- 2007: 'Til Lee Do Us Part (Película de televisión)
- 2010: El Amor y el Hielo 4 - Hielo y Fuego (Película)
- 2013: Nicky Deuce (Película de televisión)
- 2016: Brace for Impact
- 2017: Taken Too Far
- 2018: Zombies - El Musical

### Series
- 1997-1999: Ratón de campo & Ratón de ciudad en viajes (25 Episodios)
- 1999-1999: Ripley's Believe It or Not (26 Episodios)
- 2006-2006: 10.5: Apocalipsis (Miniserie)
- 2015-2015: Blood and Water (7 episodios)
- 2015-2016: Make it Pop (9 episodios)

### Videojuegos
• 2019: The Dark Pictures: Man of Medan